# Los Santos (distrito)

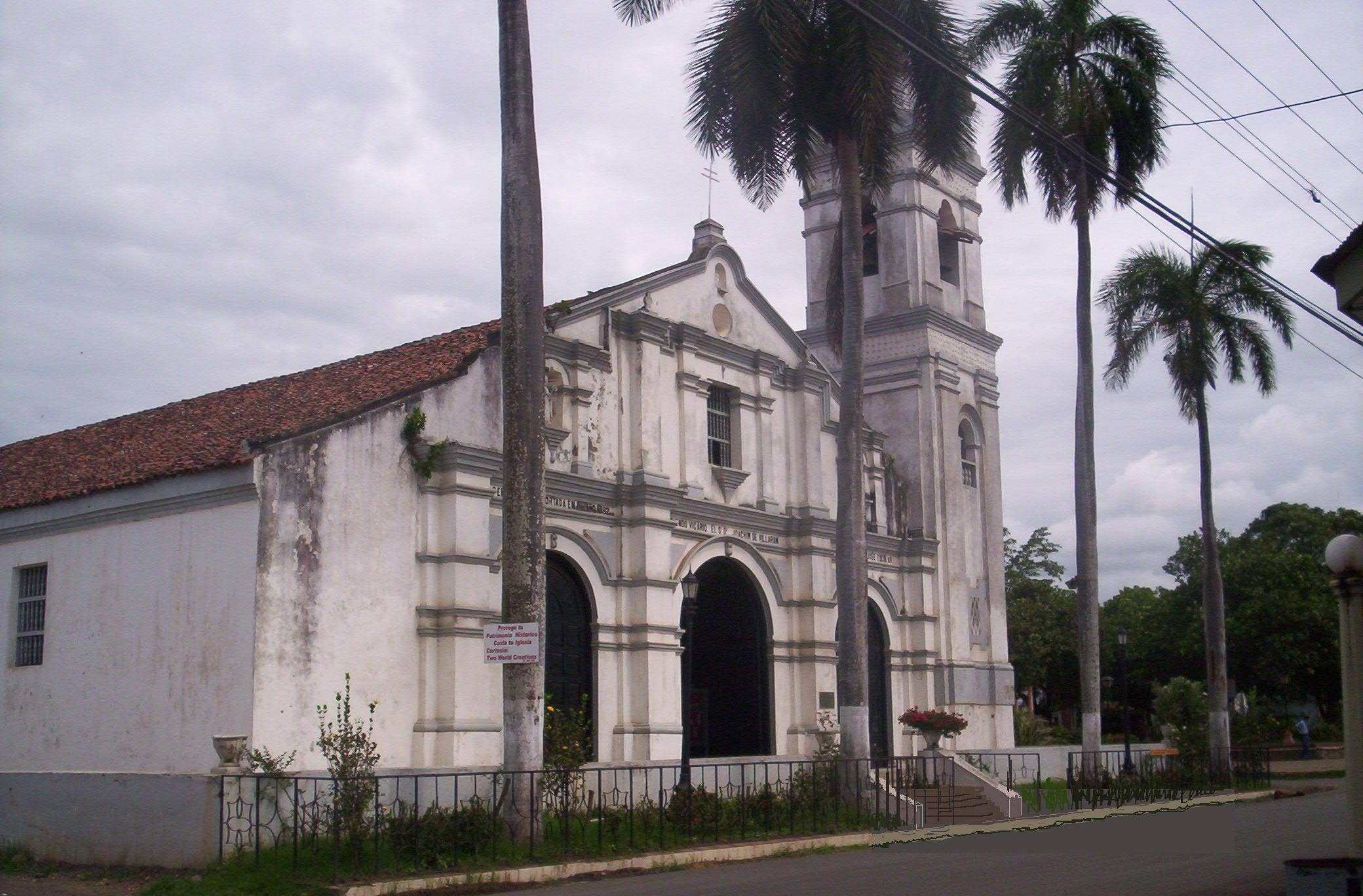
Igreja no distrito de Los Santos

Los Santos, Os Santos em português, é um distrito da província de Los Santos, Panamá. Possui uma área de 428,50 km² e uma população de 23.828 habitantes (censo 2000), perfazendo uma densidade demográfica de 55,61 hab./km². Sua capital é a cidade de La Villa de los Santos.